# SM U-37 (1914)
SM U-37 – niemiecki okręt podwodny typu U-31 zbudowany w Friedrich Krupp Germaniawerft w Kilonii w latach 1913-1914. Wodowany 25 sierpnia 1914 roku, wszedł do służby w Cesarskiej Marynarce Wojennej 9 grudnia 1914 roku. Służbę rozpoczął w II Flotylli pod dowództwem kapitana Ericha Wilckea.
25 marca 1915 roku U-37 uszkodził pierwszy statek, był to brytyjski parowiec SS „Delmira” o pojemności 3459 BRT. 31 marca w okolicach Beachy Head U-37 zatopił francuski parowiec „Emma” o pojemności 1617 BRT. 
1 kwietnia 1915 roku także w okolicach Beachy Head U-37 zatopił brytyjski parowiec SS „Seven Seas” o pojemności 1194 BRT.
30 kwietnia 1915 roku okręt U-37 wraz z całą 31-osobową załogą został zatopiony na Morzu Północnym.